# Polymera superba
Polymera superba är en tvåvingeart. Polymera superba ingår i släktet Polymera och familjen småharkrankar.

## Underarter
Arten delas in i följande underarter:
- P. s. discalis
- P. s. superba